# 命中注定我愛你 (台灣電視劇)
《命中注定我愛你》（英語：Fated to Love You／You're My Destiny / 100% Love Avi），又名《爱上琉璃苣女孩》、《便利貼女孩》是2008年三立華人電視劇週日十點檔系列的第十七部作品。全劇共24集，接檔《鬥牛，要不要》。是台灣三立電視製作的偶像劇，由阮經天、陳喬恩、陳楚河、白歆惠主演，陳銘章導演。
2014年曾改編成韓劇《命中注定我愛你》，由張赫和張娜拉主演。
2017年播出泰國翻拍，由素格力·威塞哥和艾丝特·苏普莉拉主演的同名剧集，并在2018年推出《命中不注定》。
2018年，柬埔寨金鳳電視台翻拍此劇，更名為《意外的婚姻（អាពាហ៍ពិពាហ៍ចៃដន្យ）》，由當紅歌手Nico和Pich Solika主演，並於2021年8月首播。
2020年2月，日本翻拍版《運命から始まる恋 - You are my Destiny》播出，由岐洲匠和瀧本美織主演。
2020年6月，中國大陸翻拍，由邢昭林、梁洁主演的《你是我的命中注定》播出。

## 劇情
講述一對男女紀存希（阮經天飾）、陳欣怡（陳喬恩飾）在豪華旅行中共度一夜不小心懷孕後，經歷了不情願的婚姻，卻從中領悟到命運般的愛情之故事。

## 演員名單
| 演員                          | 角色            | 粵語配音       |
| 阮經天                        | 紀存希          | 黃啟昌         |
| 陳喬恩                        | 陳欣怡          | 程文意         |
| 陳楚河                        | Dylan 戴建仁    | 蘇強文         |
| 白歆惠 鄧筠庭（童年）         | 石安娜 戴欣怡   | 鄭麗麗         |
| 譚艾珍                        | 紀汪珍珠        | 區瑞華         |
| 王琄                          | 紀劉秀玲        | 袁淑珍         |
| 田家達                        | 紀正人          | 梁偉德         |
| 那維勳                        | Anson           | 潘文柏         |
| 林美秀                        | 陳林西施        | 伍秀霞         |
| 宋新妮                        | 陳青霞          | 曾秀清         |
| 鍾欣凌                        | 陳鳳嬌          | 張頌欣         |
| 羅北安                        | 烏陸陸          | 陳永信         |
| 陳為民                        | 烏柒柒          | 梁志達         |
| 李沛旭                        | 古馳            | 陳廷軒         |
| 顏嘉樂                        | Rebecca         | 陸惠玲         |
| 范宗沛                        | Anna的經紀人    | 劉昭文         |
| 何豪傑                        | 欣怡的父親      | 劉昭文         |
| 陳珮騏                        | 江瑪莉          |                |
| 張miu miu 品種：馬爾濟斯      | 紀寶貝          |                |
| 白芝穎                        | 恬恬            | 鄭麗麗         |
| 林冠宇                        | 安東尼          | 謝潔貞         |
| 大炳                          | 陳律師 道格拉斯 | 李錦綸         |
| 何戎                          | 拍賣會主持人    | 李錦綸         |
| 張朝閔                        | Ryan            | 李致林         |
| 陳彦壯                        | 阿榮            | 劉昭文         |
| 郭慧康                        | 張司機          |                |
| 屈中恆                        | 郝醫生          | 朱子聰         |
| 沈孟生                        | 史蒂芬周        | 葉振聲         |
| 黃泰安                        | 香腸肉店老闆    |                |
| 馬利歐                        | 領班            | 李錦綸         |
| 馬杰海 (海兒)                 | Tiffany         |                |
| 吳敏                          | 薑軍包婆婆      |                |
| 劉美鈺（年輕） 柯素雲（現在） | 石亦菲          | 曾佩儀（年輕） |
| 岳躍利（現在） 楊晨（年輕）   | 中山龍          |                |
| 梅妮莎                        | 陳美 May        |                |
| 林美秀                        | 媽媽桑 (貴妃)   | 伍秀霞         |
| 小嫻                          | Coco            | 梁少霞         |
| 蕭敬騰                        | 獸醫師          | 曹啟謙         |
| 何曼寧                        | Angel媽媽       |                |
| 程伯仁                        | 開刀房醫師      |                |
| 元若藍                        | 護士            |                |
| 管謹宗                        | 郝世民          |                |

## 主題曲．插曲
|        | 歌曲名稱       | 作詞                     | 作曲             | 演唱           |
| ------ | -------------- | ------------------------ | ---------------- | -------------- |
| 片頭曲 | 〈99次我愛他〉 | 陳靜楠                   | 方文良           | 元若藍         |
| 片尾曲 | 〈心願便利貼〉 | 陳靜楠                   | 方文良           | 吳忠明、元若藍 |
| 插曲   | 〈我的快樂〉   | 木蘭號（陳韋伶）、洪瑞業 | 木蘭號（陳韋伶） | 錦繡二重唱     |
| 插曲   | 〈半情歌〉     | 陳靜楠                   | 方文良           | 元若藍         |
| 插曲   | 〈吹吹風〉     | 曹格、阿丹               | 曹格             | 曹格           |
| 插曲   | 〈對摺〉       | 方文良                   | 方文良           | 元若藍         |

## 收視率
| 播映日期   | 集數     | 標題                     | 收視率 | 排名 | 最高分段收視 | 最高分段收視時段 | 備註            |
| 2008/03/16 | 01       | 加油！陳欣怡             | 2.56   | 2    | 3.27         | 23:40-23:49      | 120分鐘         |
| 2008/03/23 | 02       | 懷孕？！別鬧了 丘比特    | 3.81   | 1    | 4.52         | 23:15-23:19      | 120分鐘         |
| 2008/03/30 | 03       | 啥米？！孩子是我的       | 5.18   | 1    | 6.77         | 23:19-23:22      |                 |
| 2008/04/06 | 04       | 天啊！但願新郎不是我！   | 4.49   | 1    | 5.83         | 22:25-22:31      |                 |
| 2008/04/13 | 05       | 紀存希的新娘不好當       | 4.77   | 1    | 5.36         | 22:41-22:52      |                 |
| 2008/04/20 | 06       | 紀存希的溫柔陷阱         | 4.67   | 1    | 5.53         | 22:42-22:51      |                 |
| 2008/04/27 | 07       | 對不起，錯怪你...        | 4.55   | 1    | 5.14         | 23:06-23:13      |                 |
| 2008/05/04 | 08       | 為了你 做雞都願意！      | 5.28   | 1    | 5.98         | 22:49-22:57      | 105分鐘         |
| 2008/05/11 | 09       | 紀存希的感情 大暴走！    | 5.74   | 1    | 6.78         | 23:01-23:11      | 105分鐘         |
| 2008/05/18 | 10       | 幸福，如履薄冰           | 5.97   | 1    | 7.84         | 23:23-23:25      |                 |
| 2008/05/25 | 11       | 紀存希的難題！           | 6.71   | 1    | 8.13         | 22:57-23:01      |                 |
| 2008/06/01 | 12       | 一切歸零...              | 7.84   | 1    | 9.23         | 23:10-23:14      |                 |
| 2008/06/08 | 13       | 重生！                   | 8.09   | 1    | 9.77         | 23:21-23:24      |                 |
| 2008/06/15 | 14       | 情迷上海                 | 9.17   | 1    | 10.93        | 23:10-23:14      |                 |
| 2008/06/22 | 15       | 剪不斷                   | 9.08   | 1    | 10.98        | 22:44-22:48      |                 |
| 2008/06/29 | 16       | 勇氣                     | 9.11   | 1    | 11.08        | 23:18-23:21      |                 |
| 2008/07/06 | 17       | 失控                     | 9.69   | 1    | 11.25        | 22:43-22:53      |                 |
| 2008/07/13 | 18       | 命中注定愛相隨           | 10.60  | 1    | 12.39        | 23:21-23:23      |                 |
| 2008/07/20 | 19       | 逞强的便利貼             | 10.51  | 1    | 12.17        | 23:25-23:27      | 105分鐘         |
| 2008/07/27 | 20       | 跨越2年時空的告白        | 10.91  | 1    | 13.64        | 22:58-23:01      | 105分鐘         |
| 2008/08/03 | 21       | 苦盡甘來                 | 10.38  | 1    | 12.55        | 23:11-23:14      | 105分鐘         |
| 2008/08/10 | 22       | 自作自受的愛             | 9.18   | 1    | 11.03        | 22:27-22:30      | 提前至21:30播出 |
| 2008/08/17 | 23       | 命中注定我愛你           | 10.45  | 1    | 12.69        | 22:01-22:04      | 提前至21:00播出 |
| 2008/08/24 | 24       | 最後一貼之命中注定我愛你 | 9.80   | 1    | 12.14        | 22:31-22:34      | 完結篇，45分鐘  |
| 收視平均   | 收視平均 | 收視平均                 | 7.44   | 1    | 8.96         |                  |                 |

## 逸事
劇名的「中」發音第四聲（注音：ㄓㄨㄥˋ，漢語拼音：zhòng），指初次一夜情就中獎了；命中率百分百。時空與《放羊的星星》、《櫻野三加一》、《無敵珊寶妹》相同。手機中出現「電冰箱」這個名字－《櫻野三加一》男主角楊家將（明道飾）的別名， 而扮演欣怡的演員，亦為該劇的女主角夏天。慈善拍賣會上第一件拍賣品為《放羊的星星》男主角仲天騏所捐出的手鍊，名為馬爾地夫的紀念。此手鍊亦是該劇的女主角夏之星所設計。

## 入圍、獎項
| 獎項                       | 類別                 | 得獎者                         | 結果 |
| -------------------------- | -------------------- | ------------------------------ | ---- |
| 第43屆電視金鐘獎（2008年） | 戲劇節目獎           | 《命中注定我愛你》             | 獲獎 |
| 第43屆電視金鐘獎（2008年） | 戲劇節目女主角獎     | 陳喬恩                         | 提名 |
| 第43屆電視金鐘獎（2008年） | 戲劇節目女配角獎     | 林美秀                         | 提名 |
| 第43屆電視金鐘獎（2008年） | 戲劇節目編劇獎       | 陳玉珊、潘逸群、陳炘怡、杜欣怡 | 提名 |
| 第43屆電視金鐘獎（2008年） | 戲劇節目導播（演）獎 | 陳銘章                         | 提名 |
| 第43屆電視金鐘獎（2008年） | 節目行銷獎           | 《命中注定我愛你》             | 獲獎 |

## 输出版本

### 中国大陆
大陸湖南衛視本在2008年底計畫外購《命中注定我愛你》劇在湖南衛視播出，但广电总局認為片中的床戲、一夜情、未婚懷孕等內容“敗壞社會風俗”，同時由於該劇部分劇情在中國大陸拍攝，在中國大陸准播證未批下之前先在台灣地区三立都會台播出，因而在中國大陸遭禁，無法在電視上播出。
2010年元旦，湖南衛視宣布《命中注定我愛你》劇改名為《愛上琉璃苣女孩》，2010年1月16日晚於“金鷹獨播劇場”播映。《聯合早報》報導說是因為“民情保守”，將它改名《愛上琉璃苣女孩》。琉璃苣是劇中紀存希以“Z先生”的身份贈予陳欣怡的一種草本植物，是二人重修舊好的關鍵事物之一。但網民直呼新劇名“太雷人”，認為還是原名符合劇情，但也有網民提醒，不改名就播不了，所以不要再罵了。 對此，湖南衛視方面表示，改名是合乎情理的，琉璃苣的花語是勇氣，更符合女主角的氣質。
因广电总局審查緣故，該劇在實際播出時有很大的删改。譬如在第一集，陳喬恩和阮經天長達10分鐘的床戲完全被删去；第一集開頭被插入湖南衛視剪輯的《命中注定我愛你》劇在上海拍攝的部分鏡頭，以倒敘的方式敘述劇情。對於床戲被删，陳喬恩的經紀人陳玉立早前擔心觀眾會看不懂，後來只好無奈說「可以接受。」 女主角陳喬恩說，因為這是關鍵劇情，她擔心被剪掉或以“關燈”處理，觀眾會看不懂。
此外，還有部分的情節被删去，例如陳林西施生下陳欣怡的內容。
除了對劇情的刪減，也有部份在三立電視原版中被刪的劇情出現在湖南衛視的版本，如開始時Dylan和中山龍大師的打賭，導致大師作品「諾」以特殊形式進行拍賣。還有劇情的根本性修改，如原劇陳欣怡在車禍後性命危急，紀存希決定犧牲胎兒保住母體，強行為陳欣怡進行了人工流產，使得陳欣怡對紀存希產生些許恨意；但在湖南衛視版本中，陳欣怡在車禍後被發現原來是假性懷孕（因此也連帶讓關於產檢的劇情與貼滿胎兒超聲波照的「紀念品成長日記」全被刪除）。
配音方面，比如原劇對紀存希的稱呼“紀社長”被配音篡改成“紀總”，原劇石安娜與香港的士司機是以粤語進行對話，被湖南衛視改用普通話配音。但湖南衛視基本上保留了台式國語。